# Alejandro Gavriloff
Alejandro Gavriloff (7 de enero de 1914, Tallin, Estonia - 6 de agosto de 1993, San Miguel de Tucumán, Tucumán, Argentina) fue un artista plástico y pintor que desarrolló su obra en Argentina, siendo uno de los introductores del neoexpresionismo en el país. Profesor egresado de la Academia Nacional de Bellas Artes de Buenos Aires en el año 1938.
Ha realizado numerosas exposiciones en Buenos Aires y en diferentes provincias del interior, sus obras figuran en museos, en colecciones públicas y privadas tanto en el país como en el extranjero. En su trayectoria artística ha participado en diferentes actividades, entre las que se pueden mencionar la realización de murales de grandes dimensiones, la colaboración como ilustrador científico para el Atlas editado por la Universidad Nacional de Tucumán y para "Botanical Art and Ilustration" de la Universidad de Pittsburgh. También participó con ilustraciones en algunas películas del cineasta argentino Jorge Preloran.